# Iglesia del Mercado (Halle)
La iglesia del Mercado de Nuestra Querida Señora (en alemán: Marktkirche Unser Lieben Frauen) es una iglesia alemana erigida en el centro de la ciudad de Halle, Sajonia-Anhalt. Fue construida entre 1529 y 1554 y es la más reciente de las iglesias medievales de la ciudad. En alemán, su nombre oficial se abrevia a Liebfrauenkirche, pero también se la conoce como Marienkirche (Iglesia de Santa María) y Marktkirche (iglesia del Mercado).
La iglesia reemplazó a dos antiguas iglesias en el área del mercado, cuyas torres fueron integradas en el nuevo edificio. Sus cuatro torres, junto con la Torre Roja, son el símbolo de la ciudad, de ahí su sobrenombre «Ciudad de las Cinco Torres» (Stadt der fünf Türme). La iglesia del Mercado se considera uno de los edificios más importantes del período gótico tardío en el centro de Alemania.
Justus Jonas introdujo la Reforma protestante en Halle y su amigo Martín Lutero predicó en la iglesia. George Frideric Handel se bautizó en ella y también en ella recibió sus primeras lecciones de órgano. Johann Sebastian Bach inspeccionó el nuevo órgano y su hijo Wilhelm Friedemann Bach fue su organista. Los inicios tanto del pietismo como de la Ilustración estuvieron relacionados con esta iglesia. Poco dañada en la Segunda Guerra Mundial, la iglesia es hoy un monumento histórico protegido.

## Historia

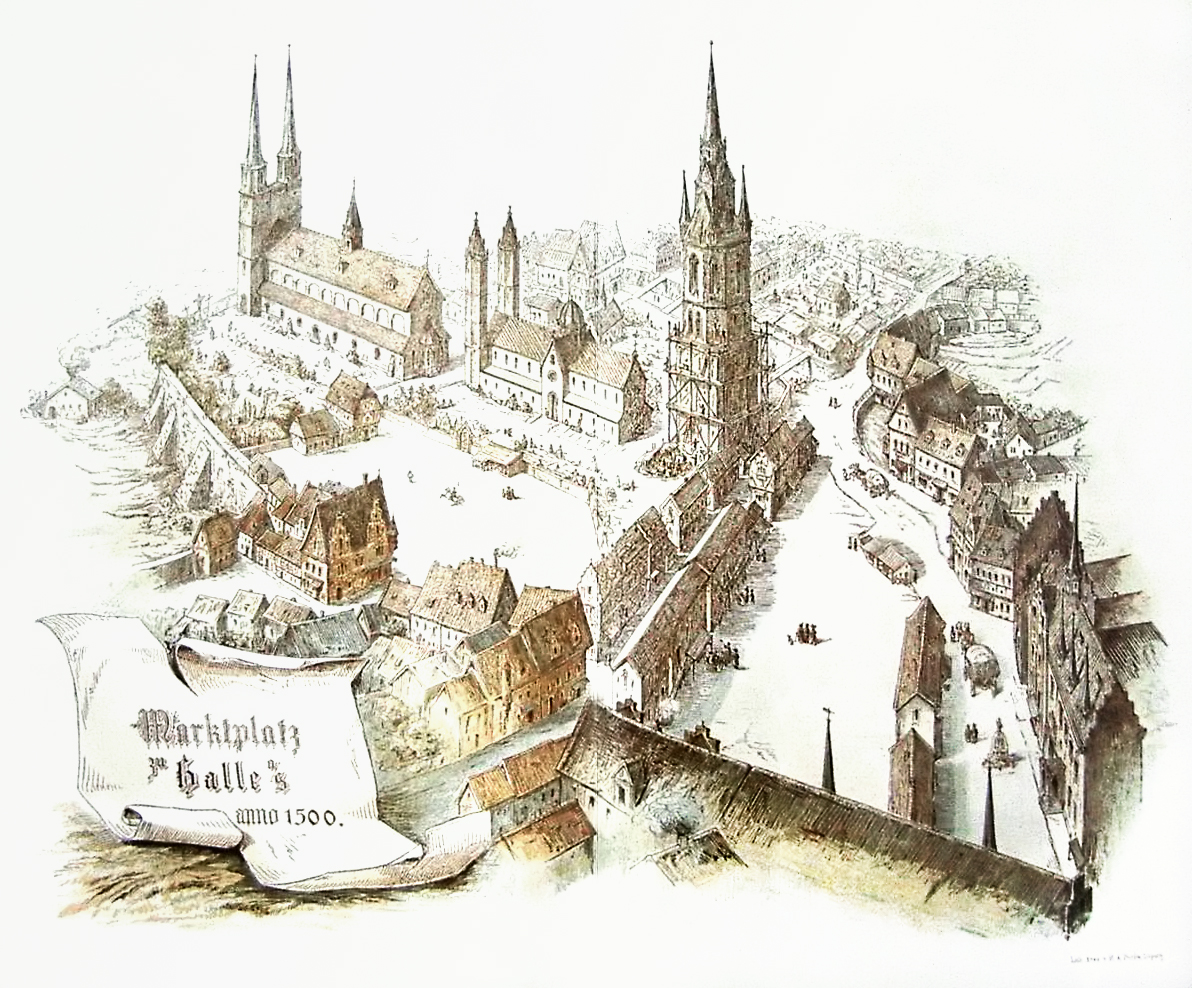
Halle alrededor de 1500, con Santa Gertrudis y Santa María antes de su demolición: impresión artística de la Marktplatz de G. F. Hertzberg, fechada en 1889

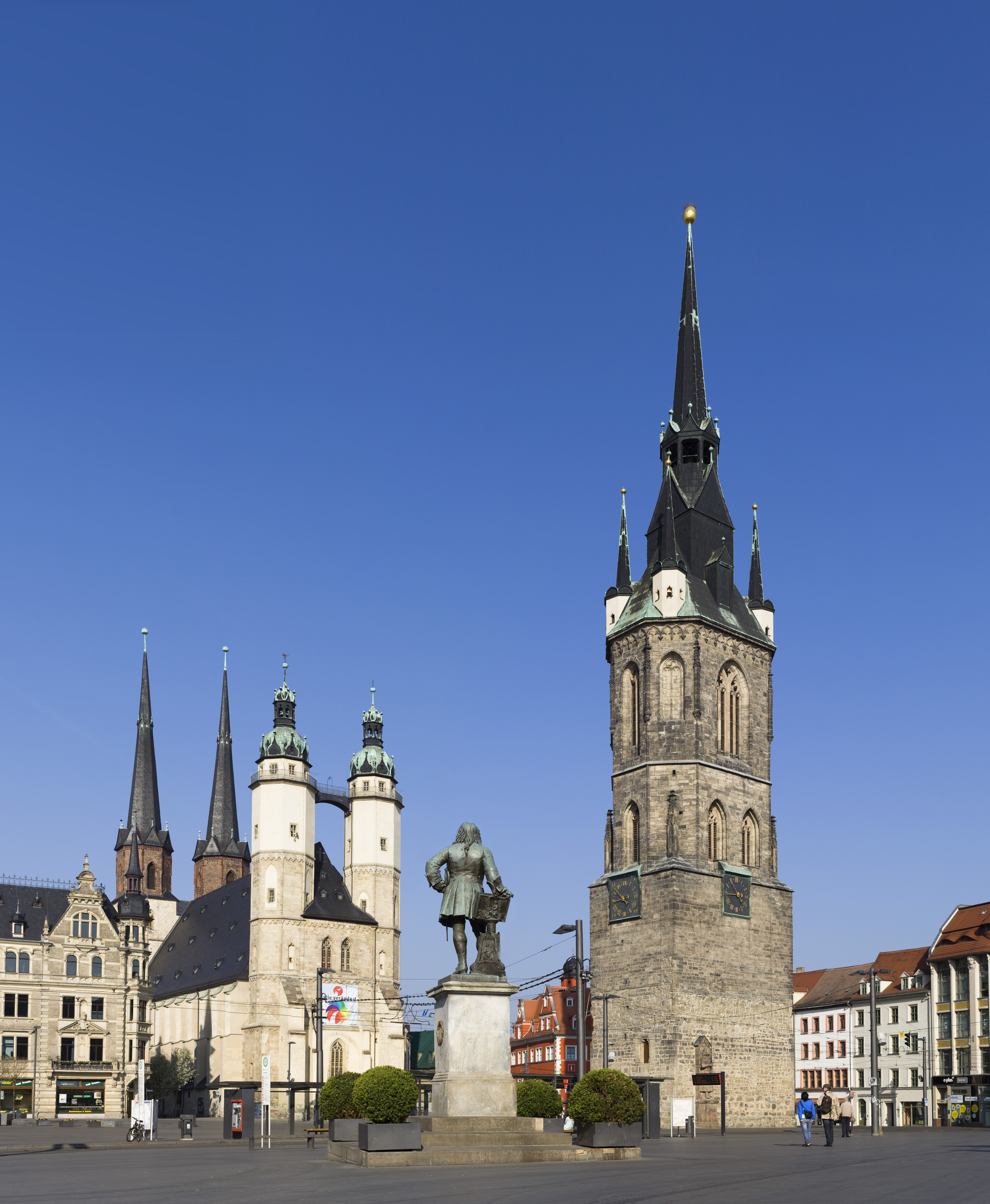
Plaza del Mercado con la Torre Roja, la iglesia del Mercado y una estatua de Handel

La Iglesia del Mercado fue construida entre 1529 y 1554 en la ubicación de dos iglesias predecesoras, Santa Gertrudis y Santa María. La iglesia de Santa Gertrudis, al oeste, databa del siglo XI y era la iglesia de los fabricantes de sal en el Hallmarkt, en el centro de Halle, el mercado de la sal. La Iglesia de Santa María, al este, databa del siglo XII y había sido la iglesia parroquial de los mercaderes y comerciantes de esta ciudad minera en la Marktplatz, la plaza del mercado.
El cardenal Alberto de Brandeburgo, arzobispo de Magdeburgo y elector de Mainz, necesitaba una iglesia prestigiosa que cumpliera con sus expectativas en una ubicación central en la ciudad en la que tenía su Residenz. Alberto, que temía por su paz en el cielo, había recolectado más de 8100 reliquias y 42 esqueletos sagrados que necesitaban ser almacenados. Esos preciosos tesoros conocidos como «Hallesches Heilthum», que estaban relacionados indirectamente con la venta de indulgencias, habían desencadenado la Reforma unos años antes. Cabe destacar que el 31 de octubre de 1517 Martín Lutero publicó sus famosas 95 Tesis, en las que condenó el comercio con indulgencias y envió una copia a su cardenal Alberto, quien a su vez se la envió al papa León X. Luego, el cardenal y los miembros católicos del municipio quisieron reprimir la creciente influencia de la Reforma mediante la celebración de misas y servicios mucho más grandiosos en una nueva iglesia dedicada exclusivamente a Santa María. El  17 de mayo de 1529, lunes de Pentecostés, representantes del clero, del consejo de la ciudad y pastores de la iglesia se reunieron en la plaza del mercado y decidieron, después de una extensa consulta, demoler las iglesias parroquiales existentes, conservando solo sus torres, y conectar las dos torres occidentales (azules) con las del lado oriental mediante una nueva nave. También se decidió cerrar los dos cementerios que rodeaban las iglesias. Se eligió un nuevo lugar de enterramiento, el Martinsberg, en una colina en las afueras de la ciudad, y se dispuso el cementerio Stadtgottesacker. Este cementerio con 94 arcos, diseñado por Nickel Hoffman, es una obra maestra del Renacimiento.

### Historia de la construcción
De 1529 a 1530 se demolió la antigua nave de Santa Gertrudis. Lo que quedó fueron las Torres Azules que datan de alrededor de 1400, con sus agujas, que se habían agregado en 1507 y 1513. En el lado este, las Torres de Vigilantes (Hausmanntürme)  de Santa María, con bases del románico tardío y pisos superiores renacentistas, que datan de 1551 a 1554, estaban unidas por un puente para los vigilantes, quienes en caso de incendio y peligro alertaban a los habitantes con el repique de las campanas. Hoy en día, la habitación del vigilante (Hausmannsstube) se puede ver en determinadas ocasiones. (A veces, se dan conciertos breves de bandas de música en el puente, especialmente en Navidad, para turistas y visitantes del mercado.)[cita requerida]
La nueva iglesia construida entre los dos parejas de torres fue la última gran  iglesia de salón de estilo gótico en la Alta Sajonia  y fue una de las obras arquitectónicas más destacadas de sus días en Alemania Central. Fue diseñado por el maestro de obras de la ciudad (Ratsbaumeister), Caspar Krafft. Después de su muerte en 1540, su sucesor, Nickel Hoffmann, se hizo cargo de la construcción del extremo occidental de la nave y del matroneo. La iglesia se construyó en dos fases, la primera de 1530 a 1539 y, tras una breve interrupción, la segunda de 1542 a 1554. El final del período de construcción se conmemora con una inscripción en el matroneo del sur: DVRCH GOTES HVLF HAB ICH NICKEL HOFMAN DISEN BAW IM 1554 VOLENDET  [Con la ayuda de Dios, yo, Nickel Hofman, terminé este edificio en 1554].[cita requerida]

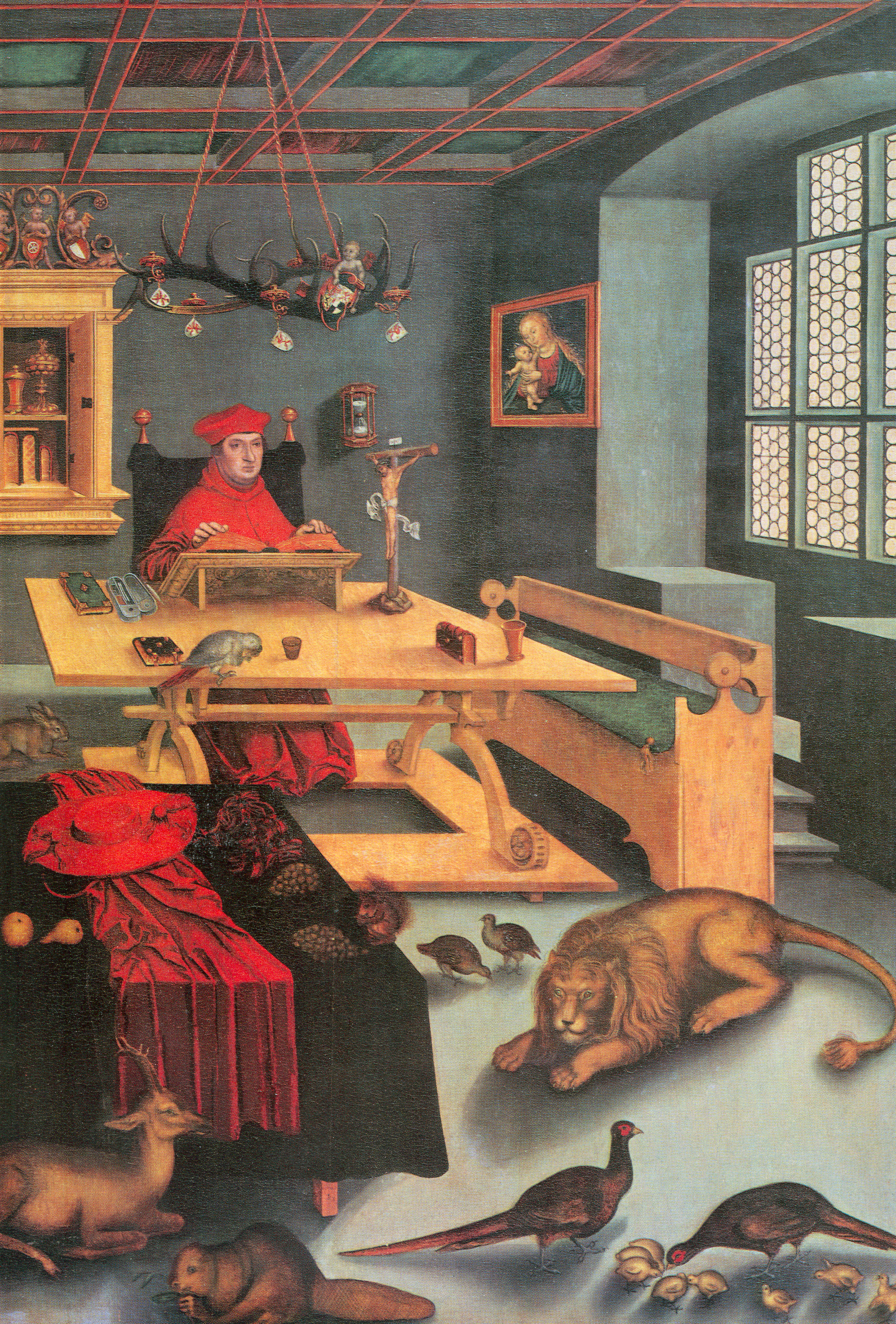
Alberto de Brandeburgo en su estudio (1526), obra de Lucas Cranach el Viejo
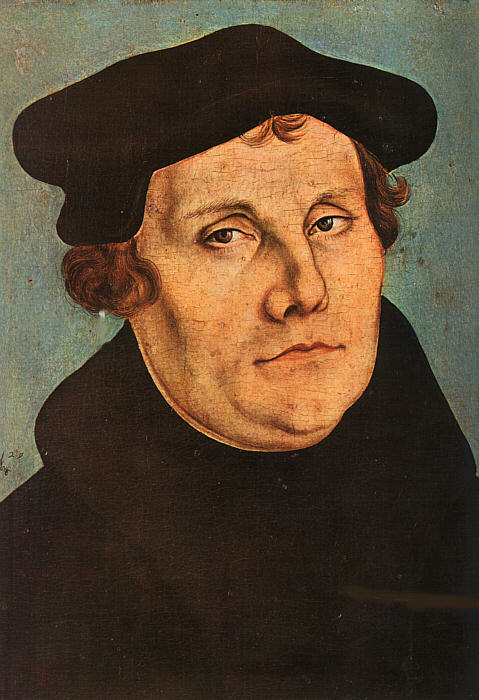
Martín Lutero, retrato de Lucas Cranach el Viejo (1529)
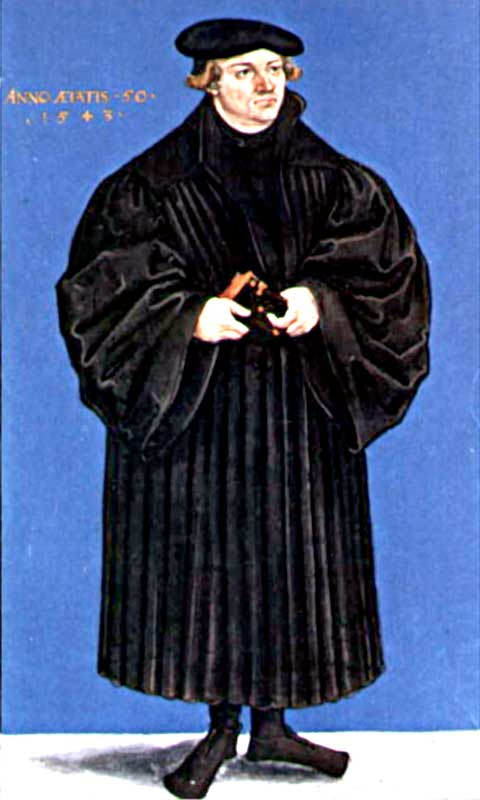
Justus Jonas en el registro de la familia Cranach (1543)

### Historia posterior
La iglesia del Mercado, que se había construido para defenderse de la propagación de las simpatías por la Reforma, fue el mismo lugar donde Justus Jonas introdujo oficialmente la Reforma en Halle con su discurso del Viernes Santo en 1541. El servicio debe haberse oficiado al menos parcialmente al aire libre, porque en ese momento de la construcción solo se había terminado el extremo oriental de la nave. Jonas comenzó una exitosa cruzada de predicación y atrajo a tanta gente que la iglesia se llenó en exceso. El cardenal Alberto dejó la ciudad para siempre, después de que las propiedades (Stände) de la ciudad anunciaran que se harían cargo de sus enormes deudas en la banca de Jacob Fugger.  Halle se hizo protestante y en 1542 Jonas fue nombrado sacerdote de Santa María y en 1544 obispo de la ciudad. En 1545 y 1546, Lutero predicó tres veces en la iglesia y se quedó con su amigo Jonas durante la Navidad. En 1546 murió Lutero y su cuerpo yació en reposo en Halle durante su procesión fúnebre de Eisleben a Wittenberg. En el mismo año, Jonas fue desterrado por Mauricio, Elector de Sajonia y abandonó la ciudad.
En 1625, durante la Guerra de los Treinta Años, Wallenstein (convertido) invadió la ciudad; los habitantes le pagaron casi un millón de florines al año por no alojar a sus soldados. Cuando Samuel Scheidt perdió su trabajo debido a Wallenstein, fue nombrado en 1628 director musical de tres iglesias en Halle, incluida la iglesia del Mercado.

### Handel y la familia Bach
El 24 de febrero de 1685, Handel fue bautizado en la iglesia del Mercado. El pequeño órgano que está dispuesto sobre el altar —construido entre 1663 y 1664 en reemplazo de un modelo anterior— no fue reemplazado desde entonces y es uno de los más antiguos de Alemania Central; el joven Handel recibió sus primeras lecciones de órgano de Friedrich Zachau, quien estuvo en servicio desde 1684. (Zachow también fue maestro de Gottfried Kirchhoff, Johann Philipp Krieger y Johann Gotthilf Ziegler..)
En 1713, a Johann Sebastian Bach se le ofreció un puesto cuando asesoró a las autoridades durante la renovación por Christoph Cuntzius del órgano principal en la galería oeste. Bach rechazó el trabajo para quedarse en Weimar. Johann Kuhnau, Christian Friedrich Rolle y Bach tocaron cuando se inauguró en 1716. El sucesor de Zachow, Gottfried Kirchhoff, un pupilo de Pachelbel, había compuesto dos cantatas para la ocasión.
Los musicólogos debaten si la cantata navideña  más antigua de Bach, Christen, ätzet diesen Tag, BWV 63,  con dos coros y dos dúos, pero sin arias ni coral, sobre un texto probablemente escrito por el teólogo de Halle J.M. Heineccius se estrenó aquí en 1713 o en 1715,  o si se interpretó con motivo del bicentenario de la Reforma en 1717.
De 1746 a 1764 su hijo Wilhelm Friedemann Bach trabajó como organista en este iglesia del Mercado. En 1749, el Bach hallensiano, como se le llama a veces, tuvo una disputa con su Kantor, Johann Gottfried Mittag, «que se había apropiado indebidamente de dinero debido a Bach». En 1753 hizo su primer intento documentado de encontrar otro puesto y, posteriormente, realizó varios más. W.F. Bach tuvo al menos dos pupilos, Friedrich Wilhelm Rust y Johann Samuel Petri. En junio de 1764, Friedemann dejó el trabajo en Halle sin ningún empleo asegurado en otro lugar. En 1768 volvió a solicitar su antiguo trabajo en Halle, sin éxito. Alrededor de 1770 se mudó a Braunschweig y se postuló como organista de la iglesia.

## Pietismo vs Ilustración temprana

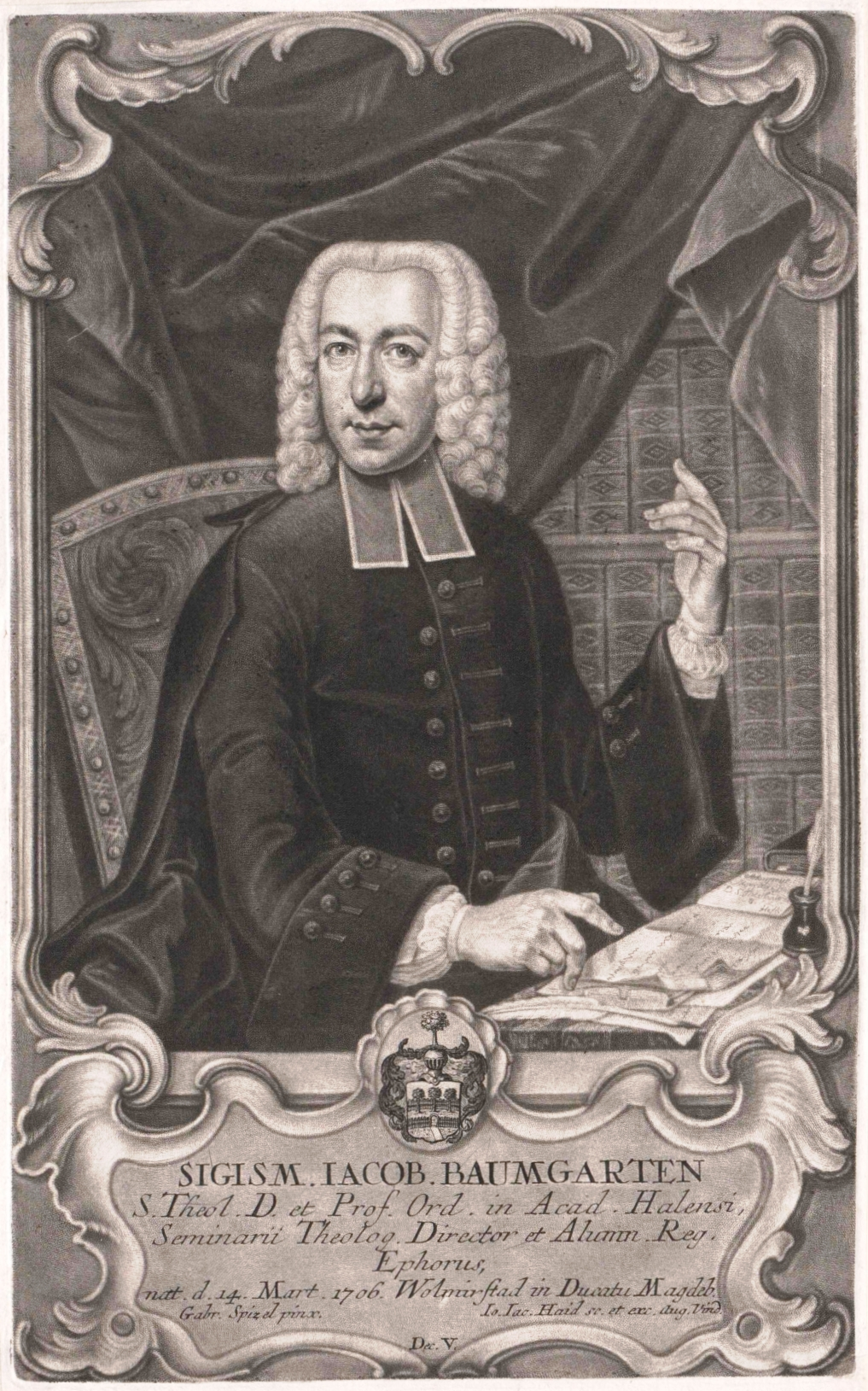
Siegmund Jakob Baumgarten, ministro

En 1728, Siegmund Jakob Baumgarten, de 22 años, un pietista y bibliófilo hallense, fue nombrado ministro de la iglesia. En 1734 se convirtió en profesor de teología y en 1748 ya era rector de la Universidad de Halle. Al final de su vida, tradujo artículos enciclopédicos o biografías del inglés al alemán, por ejemplo Samlung von merkwürdigen Lebensbeschreibungen grösten Theils aus der Britannischen Biographie  [Colección de descripciones notables de vidas en su mayoría de la biografía de Gran Bretaña], publicado en 1757.
A finales del siglo XVII se iniciaron en Halle dos importantes movimientos que influyeron en muchas personas durante el siglo XVIII: el pietismo y la Ilustración radical. Estos dos movimientos no se pueden ver por separado y se influyeron mutuamente, pero se produjo un debate sobre la gracia o la virtud entre teólogos y filósofos de la Universidad de Friedrich, que estaba ubicada junto a la iglesia del Mercado en la antigua Weigh house.[cita requerida]
El 12 de julio de 1723, Christian Wolff, profesor de filosofía y matemáticas, dio una conferencia para estudiantes y magistrados al final de su mandato como rector. Su tema era la filosofía práctica china, y comparó, basándose en un libro del misionero belga François Noël (1651-1729), a Moisés, Cristo y Mahoma con Confucio. Según Voltaire, el profesor August Hermann Francke había estado enseñando en un aula vacía, pero Wolff atrajo con sus conferencias alrededor de 1000 estudiantes de todas partes. En el seguimiento, Francke acusó a Wolff de fatalismo y de ateísmo. En noviembre tuvo que salir de la ciudad en 48 horas; sus sucesores fueron  Joachim Lange, un pietista, y su hijo. Según Jonathan I. Israel «el conflicto se convirtió en uno de los enfrentamientos culturales más significativos del siglo XVIII y quizás el más importante de la Ilustración en Europa Central y los países bálticos antes de la Revolución Francesa».
Lo que sucedió en Halle no debe verse como un caso aislado, sino como una tendencia y una moda. Hacia 1720, la porcelana china se cargaba en enormes cantidades hacia Europa. En el Albrechtsburg la fábrica de la porcelana de Meissen  había sido puesto en marcha para copiarla y la Chinoiserie era muy popular entre los artistas y compradores. En 1726, Wolff publicó sus Discursos, en los que volvió a mencionar la importancia de escuchar la música que se pone a las mujeres chinas embarazadas, y reformuló algunas sobre Moisés. En 1736 se inició una investigación para evaluar el caso y en 1740 (o 1743) Wolff fue reelegido por el rey filósofo Federico el Grande. Es posible que el eminente profesor, en el entretanto, miembro de la Royal Society y de la Academia de Ciencias de Berlín, haya presentado a Wilhelm Friedemann Bach en la corte prusiana.[cita requerida]
En 1840 y 1841, el diseño del área del altar se modificó según los planos de Wilhelm August Stapel y de Karl Friedrich Schinkel.[cita requerida]  El artista historicista Julius Hübner pintó un nuevo retablo del Sermón de la Montaña con el texto Schaut die Lilien ['Considera los lirios' o 'Mira los lirios').

## Después de la Segunda Guerra Mundial

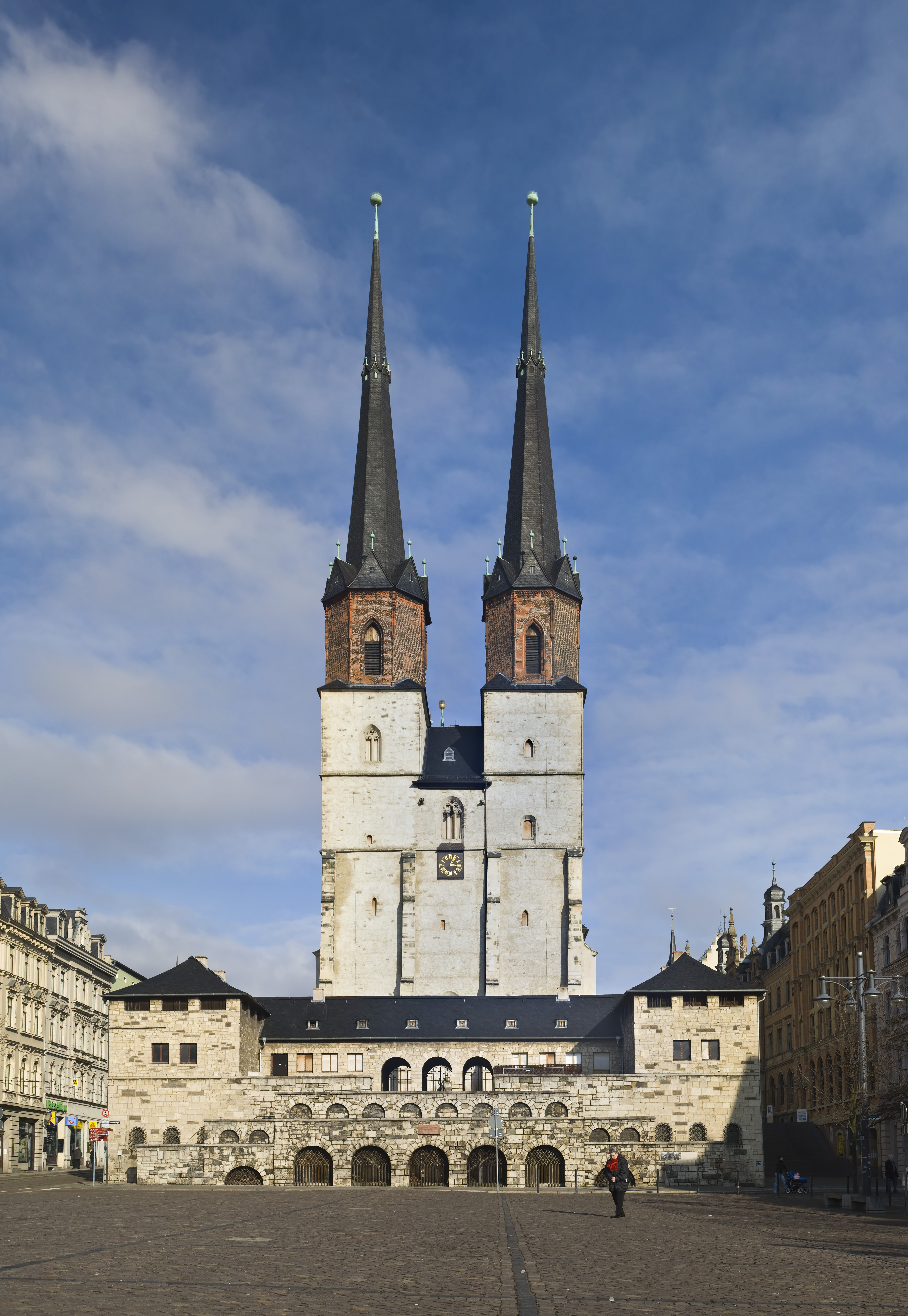
Fachada occidental desde el Hallmarkt. El hecho de que la pareja de torres occidental esté ligeramente torcida tiene su origen en una falla tectónica, llamada falla del Marketplace de Halle.

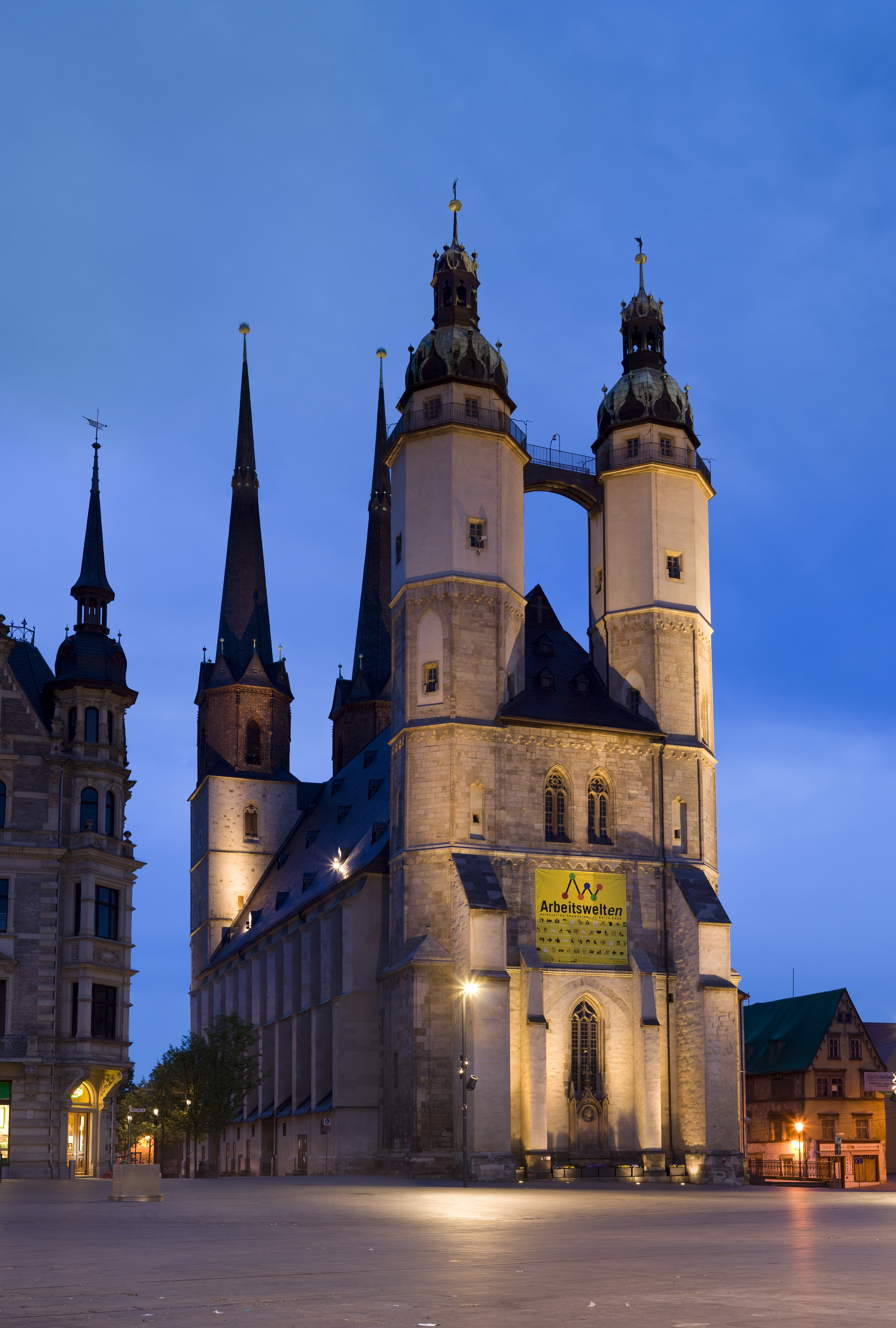
La iglesia del Mercado celebró su 450.º aniversario en 2004.

La Iglesia del Mercado no había sufrido cambios permanentes en su apariencia externa e interna en toda su historia. Durante el ataque aéreo en el centro de Halle poco antes del final de la guerra, el 31 de marzo de 1945, sin embargo, sufrió graves daños. Una bomba penetró entre la torre de los Vigilantes del norte y la nave (Langschiff) y rompió uno de los dos pilares de la columnata del norte, por lo que parte del techo abovedado se derrumbó. Eso dañó la fuente de bronce de Meister Ludolf. Como resultado del bombardeo de artillería del 16 de abril de 1945, la ventana de tracería en la fachada occidental detrás del órgano se rompió y el techo de la iglesia y las agujas de las torres de los Vigilantes se dañaron. Las obras de restauración duraron desde enero de 1946 hasta principios de 1948. Las reparaciones importantes tuvieron que comenzar en 1967, cuando todo el interior y el mobiliario resultaron gravemente dañados por la rotura de una tubería de calefacción urbana, que formaba parte del sistema de calefacción de la iglesia. La reparación posterior en los años 1968 a 1983 fue uno de los mayores proyectos de restauración y mantenimiento de monumentos del período en Alemania Oriental. El trabajo se llevó a cabo bajo la dirección del Instituto para la Conservación de Monumentos Históricos (Institut für Denkmalpflege). Se decidió restaurar, en la medida de lo posible, su aspecto del siglo XVI. Y por ello, por ejemplo, incluso el políptico original se devolvió a su antiguo lugar y el retablo de Hübnerfue sacado de la sacristía y expuesto detrás de ella.

## Arquitectura
En comparación con las otras iglesias del casco antiguo, la iglesia del Mercado se presenta como una creación de un espacio extremadamente elaborado. Entre los grandes edificios de iglesias de finales de la Edad Media en la zona sajona, fue el último que se inició en el período anterior a la Reforma.

### Nave y torres
La iglesia gótica de tres naves, sin coro, tiene unos 88 m de largo y 24 m de ancho. Al oeste de la iglesia se encuentran las llamadas "Torres Azules" de los siglos XIV y XV. Los fustes cuadrados de la torre están hechos de simples bloques de piedra de cantera y tienen aditamentos octogonales de ladrillo con cascos altos y puntiagudos que se colocaron entre 1507 y 1513. En el este se encuentran el Hausmannstürme. La mayor parte data de alrededor de 1220 a 1230 y es de origen románico. Están hechos de piedra del lugar. Por encima de esto hay accesorios enlucidos octogonales con campanas renacentistas, las llamadas campanas Welsche, de 1551. El sonido de las campanas de la Hausmannsturm anunciaba algún peligro para la ciudad, del cual un guardia, el "Hausmann", advertía tocando las campanas.
El diseño para el amplio espacio del vestíbulo con una nave central sorprendentemente amplia proviene del constructor del consejo Caspar Crafft. Las estrechas ventanas rellenas de tracería geométrica se abren entre los diez vanos de largo y tres naves de igual altura. Diez pares de delgados pilares octogonales sostienen una red plana en forma de barril y una bóveda de estrella, cuyas nervaduras subyacentes surgen de los pilares, algunos de los cuales inicialmente se guían libremente por el aire. Una obra maestra de la mampostería del gótico tardío es la suspensión en el centro de la habitación creada por el sucesor de Crafft, Nickel Hoffmann. Dos portales de la misma forma en cada uno de los lados largos conducen al interior de la iglesia. Son ojivales y ricos en marco decorado. Entre los contrafuertes, que estructuran el exterior en estrecha sucesión, hay pequeñas salas de oración de la segunda mitad del siglo XVII, a las que se puede acceder por separado y que se abren al interior como un tronco.
Las galerías de 1550 a 1554, que se construyeron en Halle después de la introducción de la Reforma (1541) y dieron forma a la apariencia espacial, son notables en vista de la historia de la construcción de iglesias protestantes primitivas. Ya muestran claramente elementos propios del renacimiento. Grandes escaleras de caracol de piedra conducen en las esquinas occidentales con husillos de madera autoportantes a las galerías. No se añadió otro piso de galería hasta 1698. La transformación de un área de culto medieval tardío en una iglesia de prédica también es evidente en el friso de escrituras compuesto por citas bíblicas e inscripciones conmemorativas sobre Lutero y el reformador de Halle, Justus Jonas. Hasta entonces, la funcionalización arquitectónica de la escritura en las salas de las iglesias no se había producido hasta ese momento y también completamente sin imágenes.
La sala con su diseño uniforme y la falta de una sala de coro separada se considera una de las salas más perfectas del gótico tardío alemán.

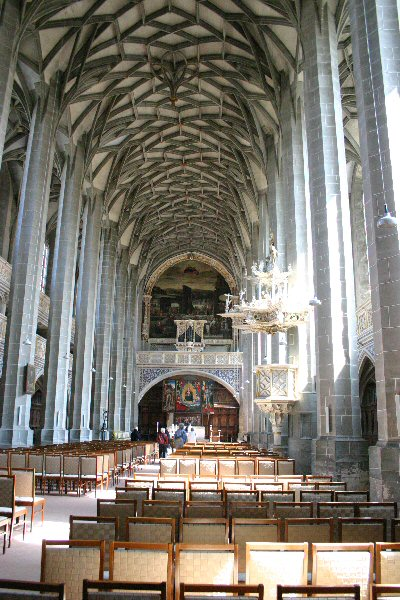
lnterior mirando al altar principal
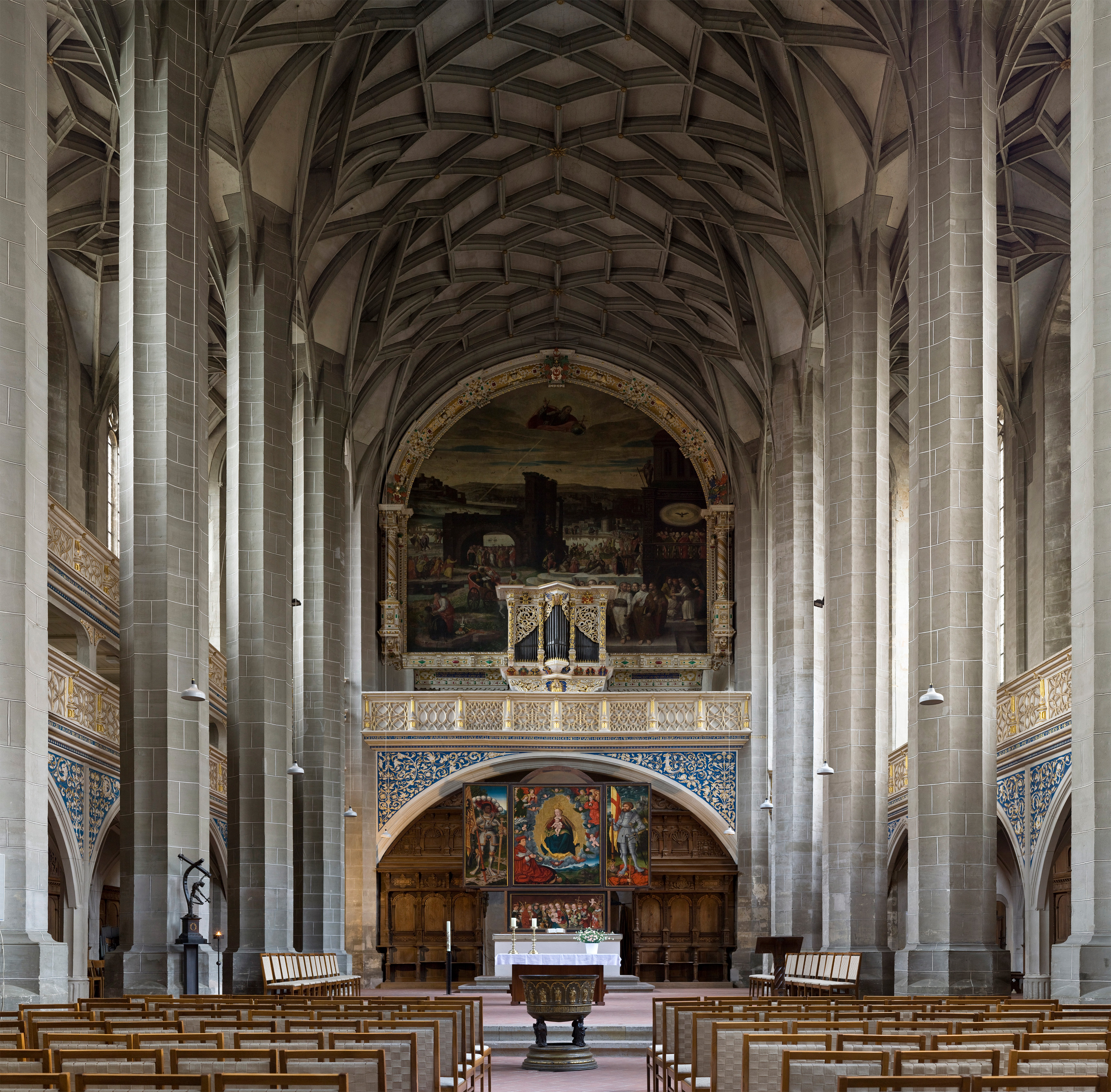
El altar y la galería del pequeño órgano
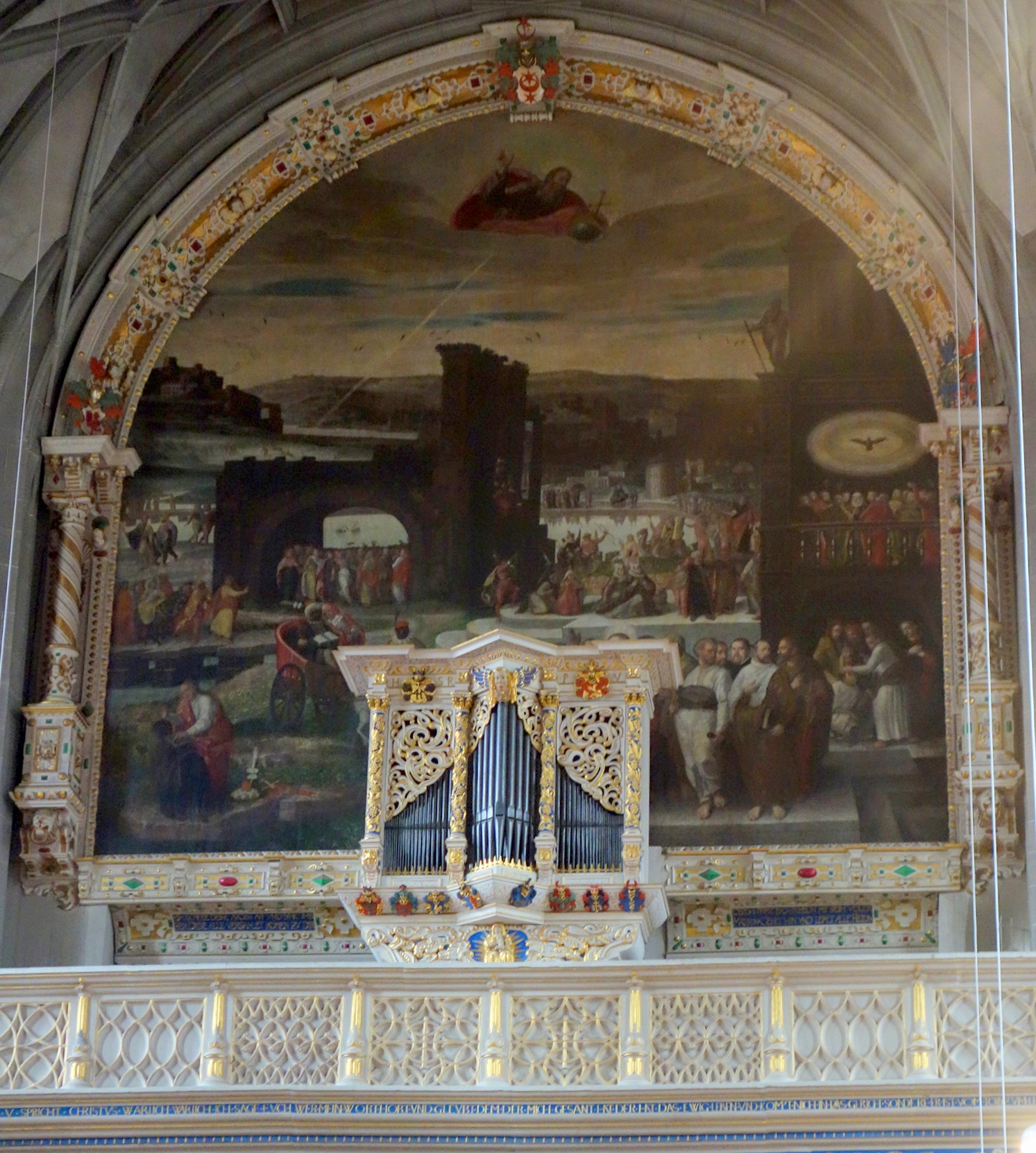
El pequeño órgano
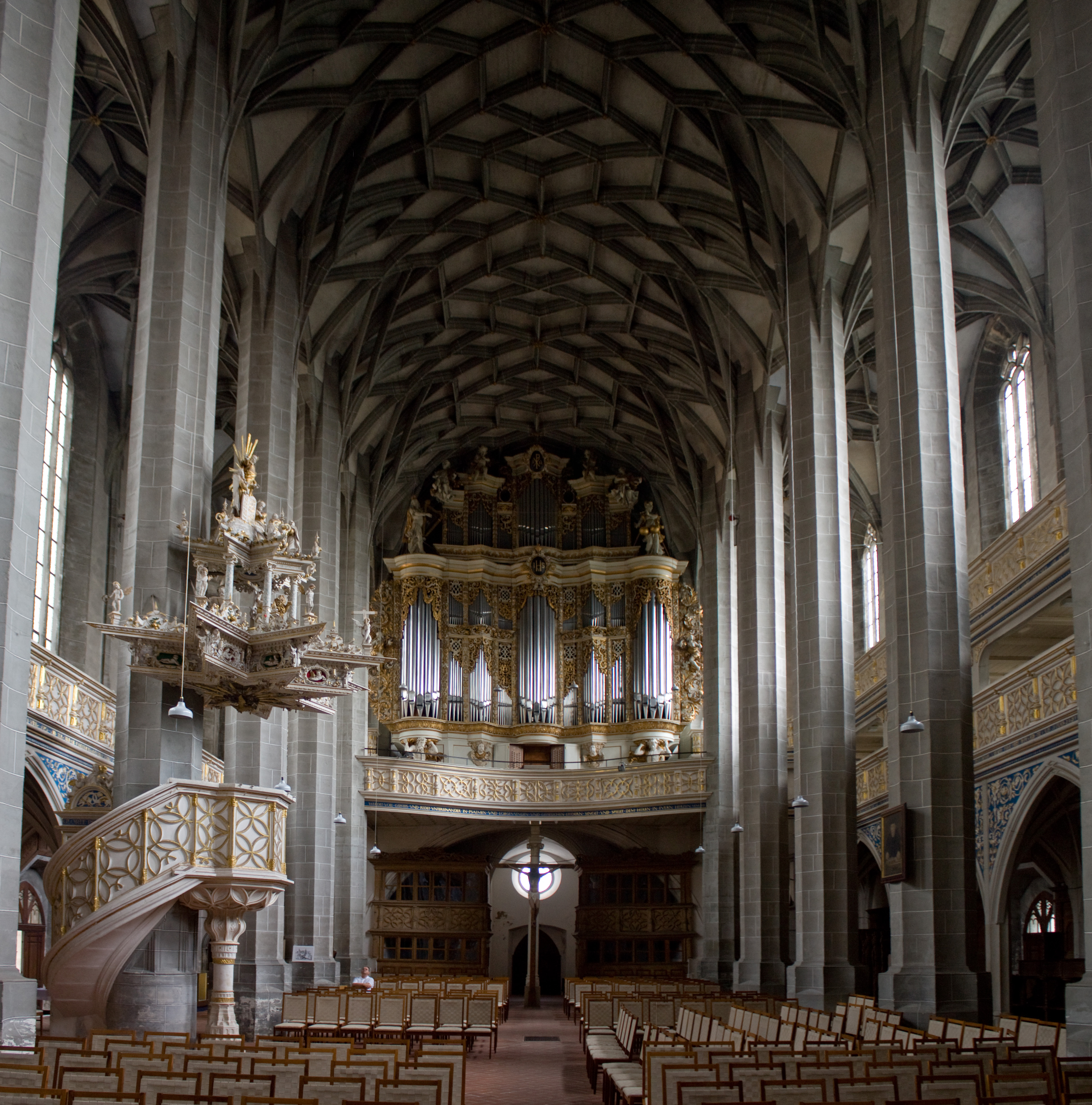
lnteriormirando hacia la entrada
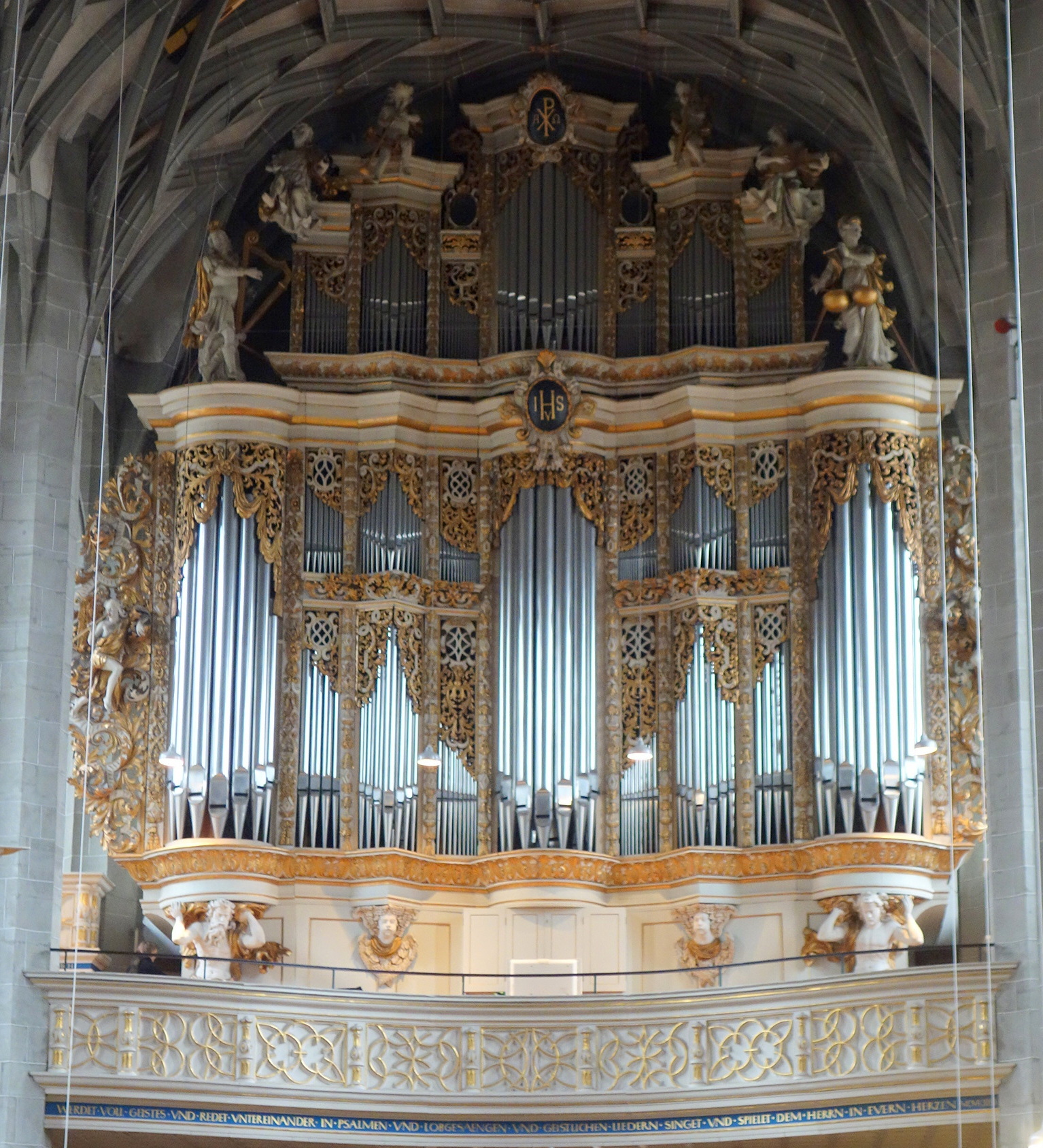
El órgano principal
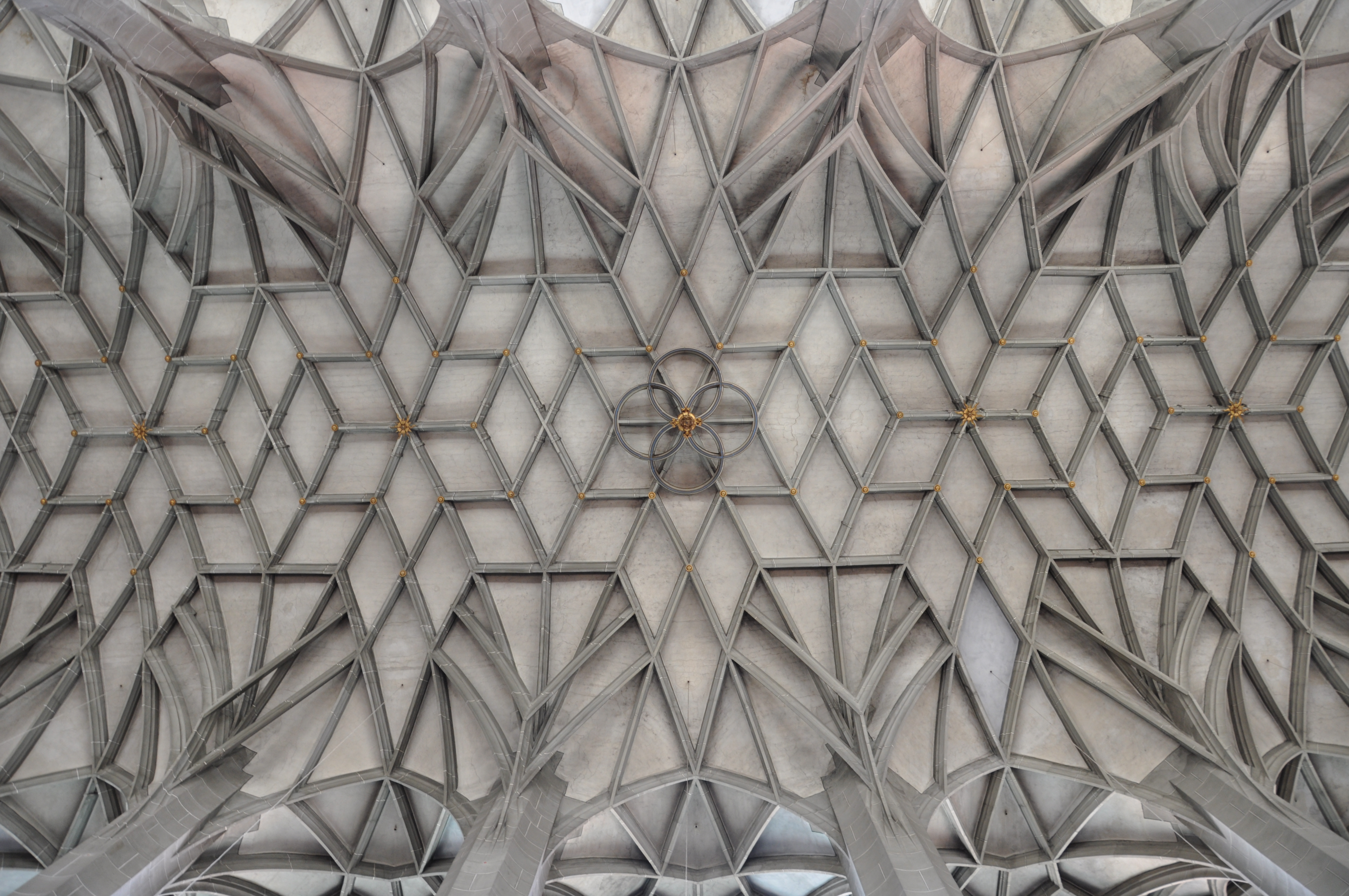
La bóveda de cruceria

### Altar mayor

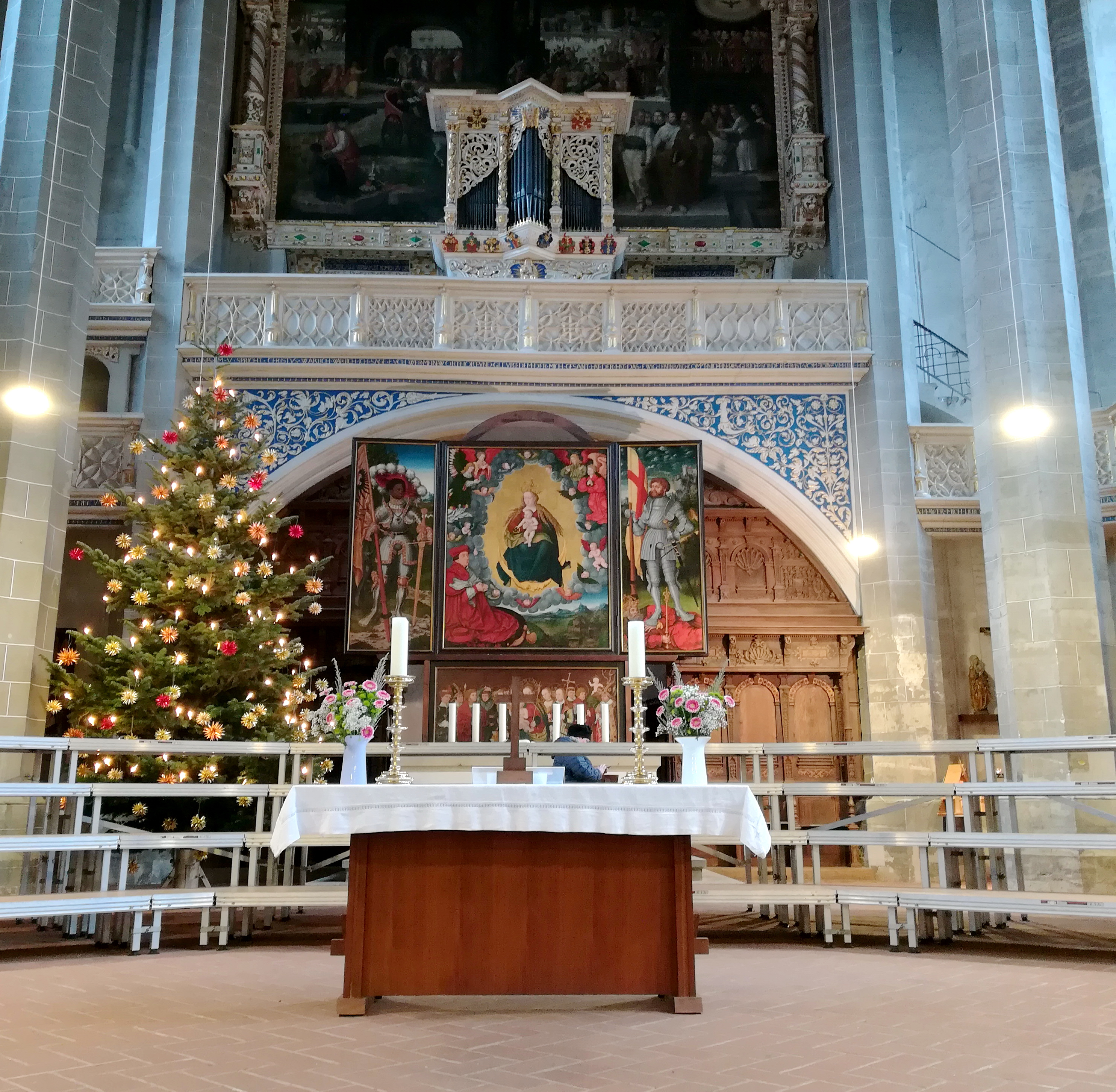
El altar principal y el pequeño órgano;encima de él, la galería de órganos y la pintura de Lichtenfels

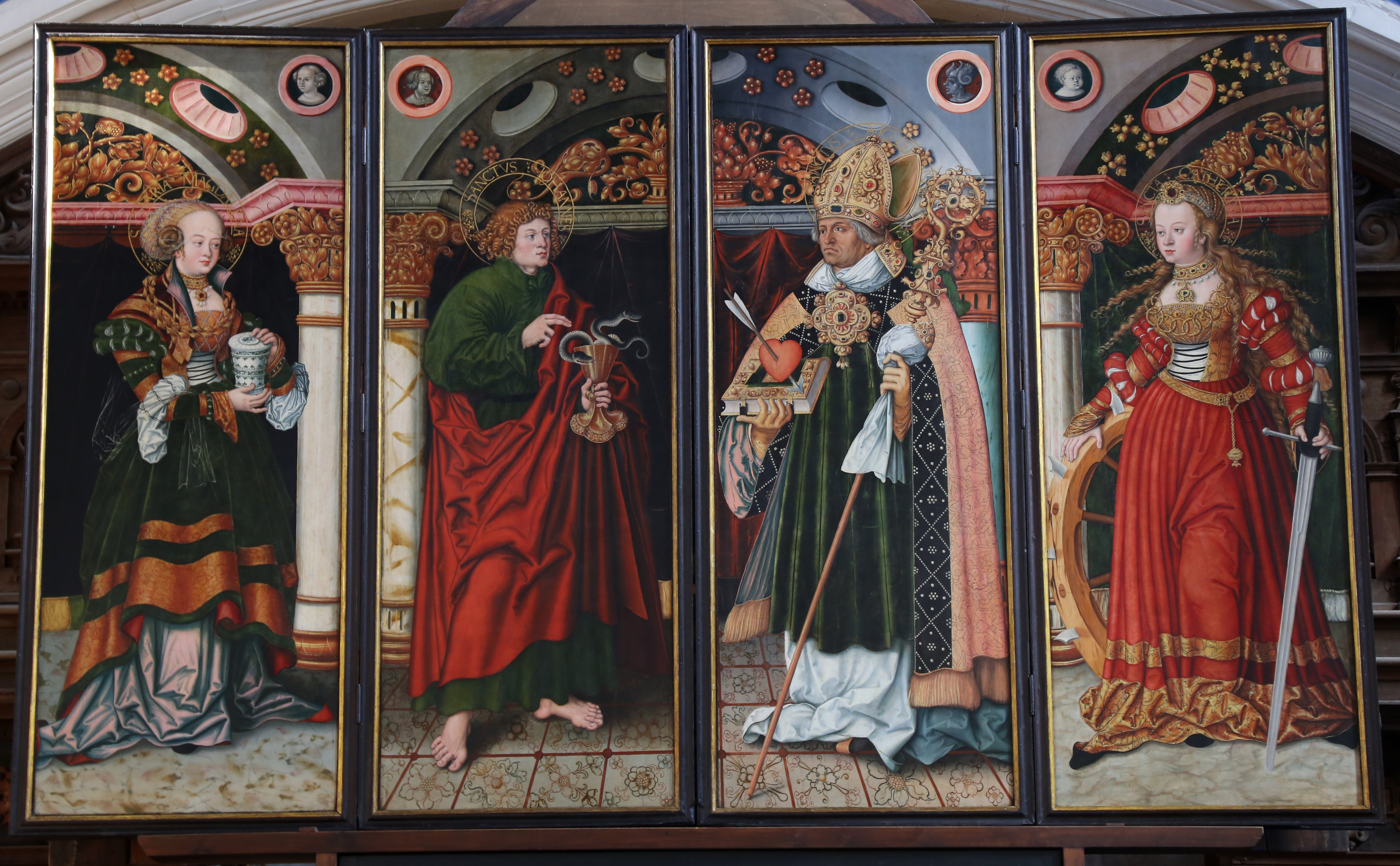
Detalle del retablo

La Marktkirche alberga un gran altar-retablo de madera de 1529. El cardenal Alberto lo encargó a Lucas Cranach el Viejo, que lo diseñó y fue Simon Franck, su alumno, el que lo hizo. Tiene cuatro alas móviles y dos fijas. El altar completamente abierto muestra al fundador, el cardenal Alberto , arrodillado en oración frente a María, la Madre de Dios, con su hijo en la luna creciente. A derecha e izquierda están los santos caballeros de Mauricio y Alejandro: el primero como símbolo del poder estatal, el segundo como símbolo del poder de la iglesia. El retablo semiabierto muestra a cuatro santos de izquierda a derecha: María Magdalena, Juan (evangelista), Agustín de Hipona y Catalina de Alejandría. El retablo completamente cerrado muestra de izquierda a derecha: Úrsula de Colonia, la Anunciación a María y Erasmo de Antioquía. Cerrado o abierto, la predela de abajo muestra a los llamados catorce ayudantes necesitados, siete a la izquierda y siete a la derecha de María con su hijo.
Sobre el retablo , todo el muro oriental se enriqueció con una gran pintura de luneta del pintor de Halle Heinrich Lichtenfels en 1593, que hoy no se puede ver en su totalidad debido a que la tapa el órgano de Reichel que tiene enfrente. En esta pintura se muestran escenas de los Hechos de los Apóstoles en un marco de color tallado muestran (visto desde la nave, detrás del órgano en el centro de la pintura está el Jesús crucificado).
En el primer plano de la izquierda hay un crucifijo que fue creado por el diseñador de metales Johann Peter Hinz .

### Pila bautismal

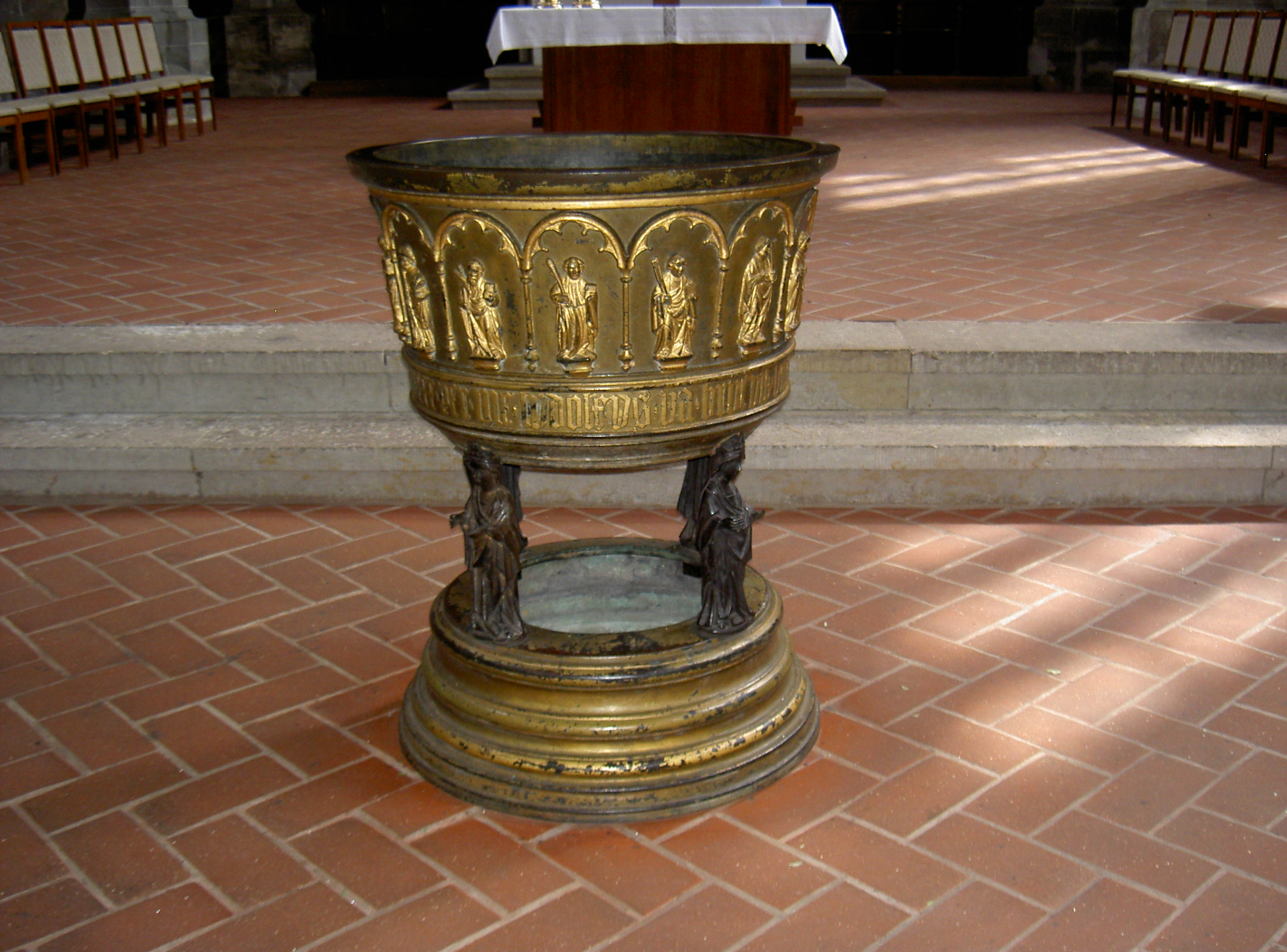
Pila bautismal

La pila bautismal de bronce  que se encuentra frente al altar probablemente proviene de una de las iglesias anteriores. Según la inscripción, fue realizada por Ludolf von Braunschweig y su hijo Heinrich en Magdeburgo en 1430. La pila redonda descansa sobre cuatro figuras de santos. Los relieves de Cristo, María y los apóstoles se pueden ver en una tracería arqueada en su borde. Un pequeño crucifijo con María y Juan es de alrededor de 1500 y probablemente también proviene de uno de los edificios anteriores.

### Púlpito

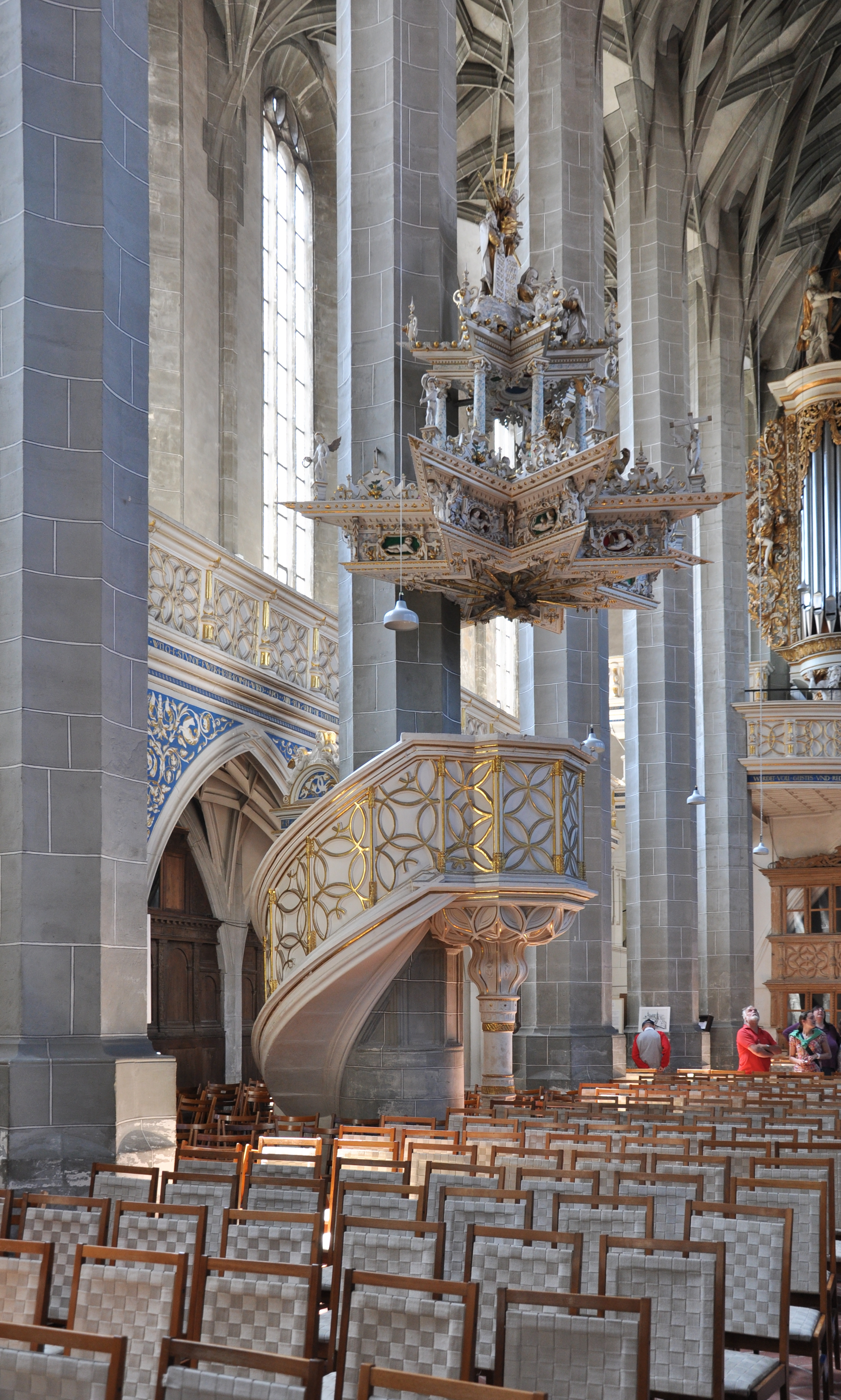
Púlpito

El magnífico púlpito de piedra arenisca fue uniforme de fábrica de 1541 con uno de los pilares. Proviene del taller de Nickel Hoffmann. La primera restauración tuvo lugar en 1666, la última en 1973. Está realizada en formas góticas tardías, pero muestra detalles típicos del Renacimiento. La tapa sonora de madera de 1596 es obra del escultor Heinrich Heidenreitter y del pintor Heinrich Lichtenfelser. Representa una estrella octogonal en su forma básica, la segunda pequeña de arriba está sostenida por ocho columnas. En lo más alto está la transfiguración de Cristo.

### Otros
Uno de los tesoros de la iglesia son los únicos sitiales parcialmente conservados de roble y decorados con tallas renacentistas. Provino del taller de Antonius Pauwaert en Ypres entre 1561 y 1595 . Detrás del altar en el este están los bancos nupciales de 1595, con accesorios y cartelas muy tallados.
Otras piezas, como una aldaba de bronce y una cabeza de león de alrededor de 1300, se encuentran en los archivos de la iglesia.
El crucifijo de hierro negro en uno de los pilares octogonales a la izquierda del presbiterio a la izquierda del presbiterio contrasta con los elementos de equipamiento mencionados anteriormente . Fue fundada en 1976 por el residente de Halberstadt artista de Johann-Peter Hinz utilizando una cruz del siglo XIX. Muestra al Cristo sufriente que, a pesar de la agonía, se ha arrancado de la cruz y extiende su mano derecha en reconciliación para que la cruz se incline con él.
Hasta la década de 1930, en la sacristía había un Lutero en efigie, que probablemente data de principios del siglo XVII. Se dice que su rostro y manos cerosos se formaron a partir de moldes del rostro y las manos del reformador fallecido.

## Biblioteca Mariana
La iglesia del Mercado alberga una biblioteca, la Biblioteca Mariana (Marienbibliothek),  que se considera una de las bibliotecas eclesiásticas más grandes y antiguas de Alemania, fundada en 1552 por Sebastián Boetius, pastor principal de la iglesia. Hasta el establecimiento de la Universidad de Friedrich en 1694, por August Hermann Francke con la ayuda de  Christian Thomasius y Philipp Jakob Spener —las conferencias no se impartían en latín, sino en alemán—, era la única biblioteca académica pública (o no privada) en la ciudad. Se animaba a los estudiantes a visitar esta biblioteca.

## Museo
En memoria de la Reforma y de Martín Lutero, en mayo de 2006 se estableció un pequeño Museo Lutero en el sótano de las Torres Azules. Entre los objetos que se exponen se encuentran la máscara mortuoria que le hicieron el 19 de febrero de 1546 y las impresiones de sus manos.

## Parroquia
Desde principios de la década de 1970, los miembros de las antiguas parroquias de San Ulrico y de San Moritz han sido considerados miembros de la parroquia evangélica de la iglesia del Mercado, que a su vez se formó al fusionar las parroquias de Santa Gertrudis y de Santa María. En 2001 también se agregó la parroquia de San Jorge.